# Graeteriella rouchi
Graeteriella rouchi – gatunek widłonoga z rodziny Cyclopidae. Nazwa naukowa tego gatunku skorupiaków została opublikowana w 1968 roku przez francuską zoolog Françoise Lescher-Moutoué.